# Jakob Veith
Jakob Veith (* 13. Juli 1758 in Wallern; † 13. Mai 1833 in Liboch) war ein böhmischer Unternehmer in der Textilindustrie, Großgrundbesitzer und Humanist.

## Leben
Veith stammte aus ärmlichen Verhältnissen. Von der Presse wurde später behauptet, er sei zeitweise Bediensteter eines reichen Mannes gewesen – das wurde jedoch von seinem Enkel vehement bestritten. Veith erlernte den Beruf des Webers und begab sich im Alter von 18 Jahren nach Wien, wo er 10 Jahre als Geselle in einer Weberei arbeitete. 1786 kehrte er in seinen Heimatort zurück und heiratete die Tochter des Primators, Rosalie Kühmann. In Budweis begann er, zusammen mit anderen Webern den Baumwollstoff Pik zu erzeugen. Die Wolle bezog er zunächst auf Kredit aus Wien. Die Geschäfte liefen gut, und er brachte es bald zu Ansehen und Reichtum. Während der Napoleonischen Kriege wurde er zum Armeelieferanten ernannt.
1792 kaufte er die Herrschaft Dub und einige benachbarte Güter mit einem Wert von 400.000 Gulden, sowie 1801 die Herrschaft Liboch in Zentralböhmen. Noch als Großgrundbesitzer begab er sich auf die wöchentlichen Viehmärkte. Auf seinen Gütern führte er eine Reihe neuer Gewerbe und Industrien ein. Als Förderer des Schulwesens spendete er 1819 auf seinen im Leitmeritzer und Bunzlauer Kreis gelegenen Gütern jeweils eine Summe von 5000 Gulden und zudem 500 Gulden zum Aufbau einer Schulbibliothek. Von seinem Schwager Friedrich Ritter von Neupauer hatte er  das Gut Tüppelsgrün in Nordböhmen und seit 1828 auch die benachbarte Herrschaft Neudek erstanden. 1832 ließ er in Zeliza die erste Rübenzucker-Fabrik anlegen. Noch zu seinen Lebzeiten wurden die Güter unter seinen Kindern aufgeteilt. Er starb 1833 im Alter von 75 Jahren auf Schloss Liboch an einem Blutschlag und wurde in der Familiengruft bestattet. Sein Tod wurde wegen seiner „humanen Gesinnung“ allgemein betrauert.

## Rezeption
Sein Enkel Emmerich berichtete über ihn: „Mein seliger Großvater fing allerdings klein an, nämlich als armer Weber mit 500 fl., die ihm seine Frau zugebracht hatte; aber in einer Bedientenjacke hat er niemals gesteckt, und eben weil sein gerader Charakter sich nie bückte und schmiegte, brachte Jacob es wohl zum reichsten Großgrundbesitzer und zu einem hochgeachten Namen im Lande Böhmen, aber nie zu Orden und Titeln, welche es auf verschiedenen seiner Zeitgenossen so reichlich regnete.“

## Familie
Jakob Veith heiratete 1786 Rosalie Kühmann († 1831). Aus der Ehe gingen folgende Kinder hervor:
- Wenzel (* 1787; † 1852), Herr auf Liboch; 1.⚭ Amalie Freiin von Deim, 2.⚭ Emmerica Freiin von Deim
- Anton (* 1793; † 1853), Zuckerfabrikant in Liboch
- Clara, Besitzerin von Jirny und Žirec, ⚭ Martin Wagner
- Therese, Besitzerin von Cervena, Lhota und Vrutic, ⚭ Friedrich Ritter von Neupaur
- Anna, Besitzerin von Neudek und Tüppelsgrün, ⚭ Heinrich Freiherr von Kleist

Zu seinen Enkelkindern zählen Anna von der Asseburg, Besitzerin von Neudek, Tüppelsgrün und Bělohrad.